# Liste der Biografien/Lo
Liste der Biografien |
Portal Biografien |
Personensuche
# |
A |
B |
C |
D |
E |
F |
G |
H |
I |
J |
K |
L |
M |
N |
O |
P |
Q |
R |
S |
T |
U |
V |
W |
X |
Y |
Z |
?
 
La |
Lb |
Lc |
Le |
Lg |
Lh |
Li |
Lj |
Ll |
Lm |
Lo |
Lp |
Lt |
Lu |
Lv |
Lw |
Lx |
Ly |
Lz
 
Loa |
Lob |
Loc |
Lod |
Loe |
Lof |
Log |
Loh |
Loi |
Loj |
Lok |
Lol |
Lom |
Lon |
Loo |
Lop |
Loq |
Lor |
Los |
Lot |
Lou |
Lov |
Low |
Loy |
Loz
Die Liste der Biografien führt alle Personen auf, die in der deutschsprachigen Wikipedia einen Artikel haben. Dieses ist eine Teilliste mit 58 Einträgen von Personen, deren Namen mit den Buchstaben „Lo“ beginnt.

## Lo
- Lo A Njoe, Guillaume (* 1937), niederländischer Künstler
- Lo Bello, Anthony (* 1947), US-amerikanischer Mathematiker und Mathematikhistoriker
- Lo Bello, Concetto (1924–1991), italienischer Fußballschiedsrichter, Sportfunktionär und Politiker
- Lo Bianco, Eleonora (* 1979), italienische Volleyballspielerin
- Lo Bianco, Tony (1936–2024), US-amerikanischer Film- und Theaterschauspieler sowie Filmregisseur
- Lo Bue, Giorgia (* 1994), italienische Ruderin
- Lo Cascio, Franco (* 1946), italienischer Filmregisseur und Pornofilmer
- Lo Cascio, Luigi (* 1967), italienischer SchauspielerLuigi Lo Cascio (* 1967)

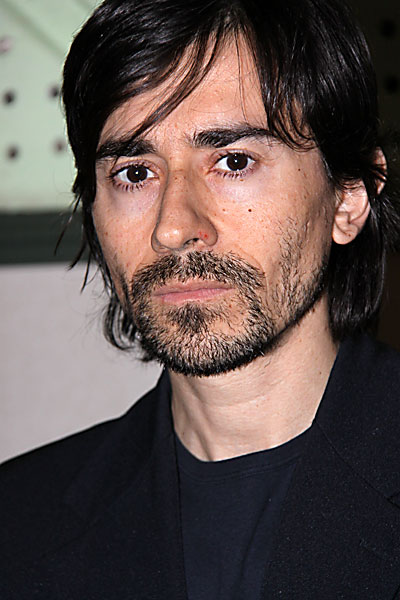
Luigi Lo Cascio (* 1967)

- Lo Celso, Giovani (* 1996), argentinischer Fußballspieler
- Lo Faso Pietrasanta, Domenico (1783–1863), Herzog von Serradifalco, Archäologe
- Lo Faso, Simone (* 1998), italienischer Fußballspieler
- Lo Forte, Salvatore (1804–1885), italienischer Maler
- Lo Giudice, Patrick (* 1959), Schweizer Künstler
- Lo Hsing Han († 2013), myanmarischer Drogenhändler
- Lo Jacono, Domenico Maria (1786–1860), italienischer Ordensgeistlicher, Generaloberer der Theatiner und Bischof von Agrigent
- Lo Monaco, Sebastiano, italienischer Maler
- Lo Nigro, Sebastiano (1919–1984), italienischer Ethnologe
- Lo Piccolo, Salvatore (* 1942), italienischer Anführer der Cosa Nostra
- Lo Porto, Maria (* 1989), deutsche Laienschauspielerin
- Lo Presti, Jaime (* 1974), chilenisch-kanadischer Fußballspieler
- Lo Savio, Francesco (1935–1963), italienischer Maler
- Lo Schiavo, Francesca (* 1948), italienische Setdekorateurin
- Lo Sciuto, Antonino (* 1945), italienischer Polizeifunktionär und Politiker
- Lo Scrudato, Vito (* 1958), italienischer Schriftsteller, Essayist und Lehrer
- Lo Spagna († 1528), italienischer Maler
- Lo Sui Yin, Peter (1923–2020), malaysischer Politiker, 2. Ministerpräsident des Bundesstaats Sabah
- Lo Truglio, Joe (* 1970), US-amerikanischer Schauspieler, Komiker und SynchronsprecherJoe Lo Truglio (* 1970)

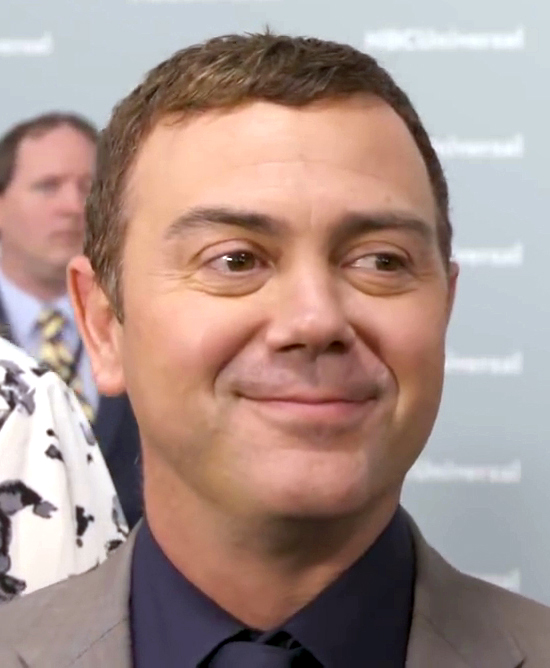
Joe Lo Truglio (* 1970)

- Lo Verde, Giacomo, italienischer Maler
- Lo Verso, Enrico (* 1964), italienischer Schauspieler
- Lo Ying Ping, Matthieu (* 1986), französischer Badmintonspieler
- Lô, Abou (* 2000), senegalesischer Fußballspieler
- Lo, Anna (1950–2024), nordirische Politikerin
- Lô, Cheikh (* 1955), senegalesischer Musiker
- Lo, Chi Muoi (* 1969), vietnamesisch-amerikanischer Schauspieler, Regisseur und Filmproduzent
- Lo, Chia-ling (* 2001), taiwanische Taekwondoin
- Lo, Chu-yin (* 1965), taiwanische Fußballspielerin
- Lo, Chuen Tsung (* 1963), chinesischer Tischtennisspieler (Hongkong)
- Lo, Dennis (* 1963), britisch-chinesischer Labormediziner
- Lô, Ismaël (* 1956), senegalesischer Musiker
- Lo, Ka Chun (* 1977), hongkong-chinesischer Autorennfahrer
- Lo, Kii-Ming (* 1954), taiwanische Musikwissenschaftlerin
- Lo, Li-wen (* 1978), taiwanischer Poolbillardspieler
- Lo, Lieh (1939–2002), chinesischer Schauspieler
- Lo, Lok Kei, chinesischer Badmintonspieler (Hongkong)
- Lo, Man-kam (* 1933), chinesischer Wing-Chun-Kämpfer und Lehrer
- Lô, Maodo (* 1992), senegalesisch-deutscher BasketballspielerMaodo Lô (* 1992)

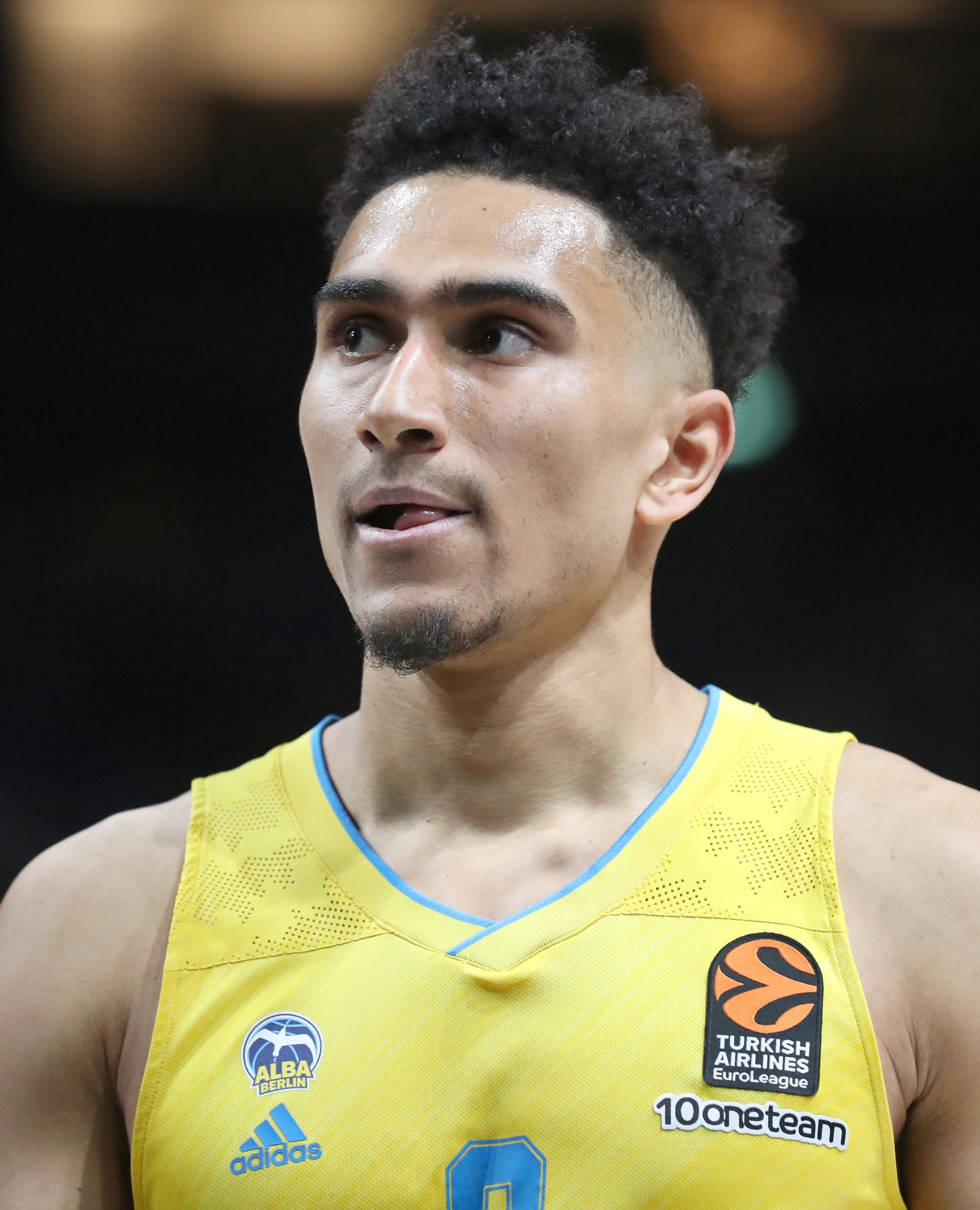
Maodo Lô (* 1992)

- Lo, Peter (1530–1581), deutscher reformatorischer Prediger
- Lo, Selina (* 1994), britische Schauspielerin, Synchronsprecherin und Kampfkünstlerin
- Lo, Sin Yan (* 2003), chinesische Badmintonspielerin
- Lo, Stanislaus Kuang (1911–2004), chinesischer Geistlicher, Erzbischof von Taipeh
- Lo, Ted, chinesischer (Hongkong) Jazzmusiker (Piano)
- Lò, Thị Hoàng (* 1997), vietnamesische Speerwerferin
- Lo, Tove (* 1987), schwedische Sängerin und Songwriterin
- Lo, Wayne (* 1974), US-amerikanischer Amokläufer
- Lo, Wei (1918–1996), chinesischer Regisseur
- Lo, Y Sa (* 1945), österreichische Schauspielerin
- Lo-Fang (* 1983), US-amerikanischer Singer-Songwriter
- Lo-Johansson, Ivar (1901–1990), schwedischer Schriftsteller